# Berufliche Nachqualifizierung
Berufliche Nachqualifizierung oder auch Abschlussorientierte Qualifizierung von Erwachsenen 
ist ein Sammelbegriff für Maßnahmen, die dazu dienen, Qualifikationsdefizite bei Erwachsenen (die in der Regel in Deutschland mindestens 25 Jahre alt sein müssen) zu verringern, durch die die Betroffenen von Arbeitslosigkeit bedroht werden. Der Begriff berufliche Nachqualifizierung kann auch auf Verhältnisse außerhalb Deutschlands angewandt werden.
Als „Defizit“ wird in der Regel das Fehlen von Zertifikaten bewertet und nicht das Fehlen von (auch informellen) Kompetenzen, die man in der Betriebspraxis besitzen muss. Daher gilt z. B. die Notwendigkeit, Hochschulabsolventen praxistauglich zu machen, im Allgemeinen nicht als eine Form der „Nachqualifizierung“. Dasselbe gilt für die Aufrechterhaltung des Qualifikationsniveaus von an sich formal qualifizierten Mitarbeitern durch Weiterbildung im Kontext von Innovationen.

## Zielgruppen
Nachqualifiziert werden können im Prinzip alle, die nicht als (für den Zielberuf) hinreichend formal qualifiziert gelten. Als „nicht formal Qualifizierte“ werden zunächst (erwerbsfähige) Personen bezeichnet, die keine (duale oder schulische) Berufsausbildung bzw. kein Fachhochschul- oder Hochschulstudium abgeschlossen haben, also keine erfolgreiche, zertifizierte Teilnahme an formalen (standardisierten, staatlich geregelten oder anerkannten) Bildungsgängen vorweisen können. Auch Personen mit Anlernausbildung, beruflicher Grundbildung oder mit einem Praktikum gelten als nicht formal qualifiziert. Erweiterte Definitionen des BIBB zählen zu den An- und Ungelernten auch die Personen, die einen Berufsabschluss besitzen, der aber nicht anerkannt oder nicht mehr verwertbar ist. Das trifft insbesondere auf im Ausland qualifizierte Personen oder – in der Vergangenheit – auf Aussiedler zu. Zur Gruppe der An- und Ungelernten rechnet das BIBB auch Personen, die einen Berufsabschluss haben, ihren Beruf aber seit Längerem nicht mehr ausüben und sich ein neues Tätigkeitsfeld erschlossen haben.
Das Institut für Arbeitsmarkt- und Berufsforschung stellte 2015 fest, dass die Wahrscheinlichkeit, dass ein Langzeitarbeitsloser in eine ungeförderte Beschäftigung wechseln könne, pro Monat 1,5 Prozent betrage. Da 60 Prozent der Langzeitarbeitslosen keine abgeschlossene Berufsausbildung vorweisen können, erweist es sich als sinnvoll, die eingangs genannte Quote durch Nachqualifizierungen deutlich zu erhöhen.
Nach § 81 Abs. 2. SGB III haben Arbeitnehmer dann einen Rechtsanspruch auf Finanzierung einer Weiterbildung wegen fehlenden Berufsabschlusses, „wenn sie
1. über einen Berufsabschluss verfügen, jedoch auf Grund einer mehr als vier Jahre ausgeübten Beschäftigung in an- oder ungelernter Tätigkeit eine dem Berufsabschluss entsprechende Beschäftigung voraussichtlich nicht mehr ausüben können, oder
2. nicht über einen Berufsabschluss verfügen, für den nach bundes- oder landesrechtlichen Vorschriften eine Ausbildungsdauer von mindestens zwei Jahren festgelegt ist; Arbeitnehmerinnen und Arbeitnehmer ohne einen solchen Berufsabschluss, die noch nicht drei Jahre beruflich tätig gewesen sind, können nur gefördert werden, wenn eine Berufsausbildung oder eine berufsvorbereitende Bildungsmaßnahme aus in ihrer Person liegenden Gründen nicht möglich oder nicht zumutbar ist.“

Durch die Drei-Jahres-Klausel wird der Großteil der Jugendlichen und jungen Erwachsenen, die vor weniger als drei Jahren die Schule verlassen haben, auf die Möglichkeit verwiesen, eine reguläre Berufsausbildung im dualen System zu beginnen. Zu den „in ihrer Person liegenden Gründen“ gehören insbesondere nicht behebbare Kompetenzmängel (vor allem bei Menschen mit einer „Lernbehinderung“ im Sinne des § 19 SGB III), die es als unwahrscheinlich erscheinen lassen, dass die Betreffenden dem Niveau einer theoretischen Abschlussprüfung gewachsen sein werden, sowie erhebliche Sprachdefizite bei vor kurzem Zugewanderten, insbesondere bei Flüchtlingen. „Unzumutbar“ kann eine reguläre Berufsausbildung z. B. dann sein, wenn ein junger Erwachsener drei Jahre am Stück mit dem Einkommen eines Auszubildenden auskommen müsste, obwohl er Kinder zu unterhalten hat.

## Formen der Nachqualifizierung in Deutschland
Das Bundesinstitut für Berufsbildung unterscheidet drei Formen der „abschlussorientierte[n] Qualifizierung von Erwachsenen“:
1. Umschulungen,
2. Vorbereitungskurse zur Externenprüfung,
3. modulare Nachqualifizierung (z. B. über Vermittlung von Ausbildungsbausteinen oder Teilqualifikationen).

### Vorbereitung zur Anerkennung eines ausländischen Berufsabschlusses
Im August 2015 wurde der § 17a („Anerkennung ausländischer Bildungsabschlüsse“) ins deutsche Aufenthaltsgesetz eingefügt. Auf dieser Grundlage können nichtakademische Drittstaatsangehörige mit entsprechenden Vorqualifikationen einen Aufenthaltstitel für maximal 18 Monate beantragen, um eine Bildungsmaßnahme zu absolvieren und mit einer anschließenden Prüfung ihre im Ausland erworbenen beruflichen Qualifikationen in Deutschland anerkennen zu lassen. Derart Qualifizierte erhalten die Chance, als Arbeitsmigranten in Deutschland Aufnahme zu finden.

### Umschulung
Von einer Nachqualifizierung ist gemäß § 81 Abs. 1 SGB III bei Umschülern dann die Rede, wenn sie nach Aufgabe ihres erlernten Berufes mindestens vier Jahre lang als für den Zielberuf nicht voll Qualifizierte gearbeitet haben und erst danach den Entschluss fassen, einen Berufsabschluss in diesem Beruf erreichen zu wollen. Nach einem so langen Zeitraum ist davon auszugehen, dass sie in ihrem zuerst erlernten Beruf keinen Arbeitsplatz mehr werden finden können.

### Vorbereitungskurse zur Externenprüfung
Die Vorbereitung auf die Externenprüfung ist eine Möglichkeit zum Erwerb des Berufsabschlusses für Erwachsene, bei der nachweisbare Tätigkeitserfahrungen (im angestrebten Berufsfeld) vorliegen müssen. Laut Datenreport zum Berufsbildungsbericht 2014 haben in Deutschland 33.000 Personen über die Externenregelung an den Abschlussprüfungen teilgenommen. Das entspricht einem Anteil von 6,2 % aller Prüfungsteilnehmer. 79,8 % der Externen haben die Prüfung bestanden. Insgesamt bestanden 91,8 % aller Teilnehmer.

#### Das Verfahren der Externenprüfung in Deutschland
Als Instrument der Nachqualifizierung wird vor allem angestrebt, eine Zulassung in besonderen Fällen – auch Externenprüfung genannt – nach § 45, Abs. 2 Berufsbildungsgesetz (BBiG) bzw. § 37 Abs. 2 der Handwerksordnung (HwO) zu erreichen. Dafür meldet sich der Antragsteller selbständig bei der für die Berufsbildung zuständigen Stelle mit den notwendigen Nachweisen (Zeugnisse, Arbeitsverträge usw.) unter Beachtung der Anmeldefristen an. Als zuständige Stellen gelten die Industrie- und Handelskammern, die Handwerkskammern, die Landwirtschaftskammern für die grünen und hauswirtschaftlichen Berufe usw.
Konkret heißt es im Berufsbildungsgesetz § 45, Abs. 2: „Zur Abschlussprüfung ist auch zuzulassen, wer nachweist, dass er mindestens das Eineinhalbfache der Zeit, die als Ausbildungszeit vorgeschrieben ist, in dem Beruf tätig gewesen ist, in dem die Prüfung abgelegt werden soll.“ Das heißt, bei einem dreijährigen Ausbildungsberuf (Vielzahl der Ausbildungsberufe) sind 4,5 Jahre an einschlägigen Tätigkeitserfahrungen notwendig. Auskünfte leisten die Ausbildungsberater der o. g. zuständigen Stellen oder regionale Ansprechpartner des Programms Perspektive Berufsabschluss.
Können jedoch o. g. Zeiten nicht umfänglich nachgewiesen werden, kann gemäß Berufsbildungsgesetz „Vom Nachweis der Mindestzeit nach Satz 1 … ganz oder teilweise abgesehen werden, wenn durch Vorlage von Zeugnissen oder auf andere Weise glaubhaft gemacht wird, dass der Bewerber oder die Bewerberin die berufliche Handlungsfähigkeit erworben hat, die die Zulassung zur Prüfung rechtfertigt.“ Das bedeutet für eine Prüfungszulassung, dass ggf. Kurse bei Bildungsdienstleistern zu absolvieren sind, die mittels modularisierten Lehrplänen (Curricula) auf die Externenprüfung vorbereiten.
Zuerst wird mit der Anmeldung zur Externenprüfung auf Grundlage der Ausbildungsverordnung und nachgewiesener Vorleistungen ermittelt, welche Ausbildungsinhalte aufgrund bisheriger Tätigkeiten durch die „zuständige Stelle“ der jeweiligen Kammer anerkannt werden können. Parallel wird geprüft, ob die Zeit der Berufserfahrung (1,5-fach der regulären Erstausbildungszeit) für eine Zulassung ausreichend ist.
Variante 1: Wird dies bestätigt, erfolgt eine Zulassung zur Externenprüfung. 
Variante 2: Fehlen Inhalte oder Zeiten, muss eine detaillierte Planung der offenen Module (inhaltliche und zeitliche Planung) erfolgen. Der individuelle Ausbildungsplan wird durch die zuständige Stelle bestätigt. Danach erfolgt das Absolvieren der fehlenden Module bei einem Bildungsanbieter und/oder in einem Betrieb.
Die erfolgreich bestandene Externenprüfung ist der letzte Schritt zum Berufsabschluss.

#### Konzeption des Programms „Berufliche Nachqualifizierung“ der Bundesregierung
„Berufliche Nachqualifizierung“ wird ein Programm genannt, das von 2008 bis 2013 vom Bundesministerium für Bildung und Forschung durchgeführt wurde und Teil des Programms „Perspektive Berufsabschluss“ ist (neben dem Programm „Netzwerke für Ausbildung“, das Schulabgängern helfen sollte, einen Ausbildungsplatz zu erhalten). Die Programme wurden vom Europäischen Sozialfonds kofinanziert. Das Programm Berufliche Nachqualifizierung soll zu einem Berufsabschluss der Teilnehmer führen und ist modular organisiert.
Zu unterscheiden sind beim Programm „Perspektive Berufsabschluss“ die Kosten für die Vorbereitungslehrgänge bei einem Bildungsträger (Qualifizierungskosten), die Aufwendungen der Teilnehmenden (Fahrtkosten), Aufwendungen des Arbeitgebers (Freistellungskosten) und die Prüfungsgebühren. Über das Förderprogramm WeGebAU können unter Einbindung des Arbeitgebers je nach Bewerbersituation alle Kosten übernommen werden. Über die Bildungsprämie kann sich der Arbeitnehmer die Qualifizierungs- und Prüfungskosten fördern lassen. Alternativ kommt der Bildungsgutschein der Agentur für Arbeit in Frage. Regionale Programme – wie das Einzelbetriebliche Förderverfahren der Sächsischen Aufbaubank – finanzieren die Qualifizierungskosten bei einem Eigenanteil des Arbeitgebers. Zur Nutzung der Förderungen sind Voraussetzungen zu erfüllen.
Das Programm des Bundesministeriums traf auf breite Akzeptanz bei Arbeitgebern und Arbeitnehmern. Denn Arbeitgeberverbände gehen davon aus, dass aufgrund der demografischen Situation die Schulabgängerzahlen in Deutschland auf Dauer niedrig bleiben, so dass es zu einem zunehmenden Fachkräftemangel kommt. Entscheidungsträger betrachten in dieser Situation motivierte Erwachsene mit einschlägigen Vorleistungen im angestrebten Beruf als für sie interessante Zielgruppe. 
Aus der Sicht der Zielgruppe bietet Nachqualifizierung für diejenigen, die bisher als Geringqualifizierte im angestrebten Berufsfeld tätig sind, eine Möglichkeit, mit dem Berufsabschluss den Arbeitsplatz zu sichern und vermutlich auch die Einkommenssituation nachhaltig zu verbessern.

### Ansammlung von Zertifikaten zu Lernmodulen
Die „taz“ hat 2016 herausgefunden, dass in den letzten Jahren im Kontext eines wachsenden Fachkräftemangels als Folge kleiner Schulabgängerjahrgänge und des Anstiegs der Quote Studierender unter den Schulabgängern neue Gruppen motivierter bzw. leicht motivierbarer Arbeitskräfte in den Blick von Arbeitgebern geraten seien: Mütter (nach einer längeren Berufspause bzw. mit eingeschränkten Einsatzmöglichkeiten), Ältere (die besonders stark von Langzeitarbeitslosigkeit betroffen sind) und Flüchtlinge (mit zumeist erheblichen Sprachdefiziten).
Allen genannten Gruppen ist gemeinsam, dass es in ihnen viele Menschen gibt, die es voraussichtlich nicht schaffen werden, alle für eine Externenprüfung erforderlichen Zertifikate erhalten zu können. Ein „Mehrwert“, sowohl für die Teilqualifizierten als auch für Arbeitgeber, ergebe sich aber nach Ansicht der Hans-Böckler-Stiftung auch dann, wenn am Ende keine Vollqualifizierung in Form einer abgeschlossenen Berufsausbildung erreichbar sei.
Einen Sonderfall stellt die Gruppe derjenigen dar, die, als Menschen mit erheblicher Behinderung im Sinne des SGB IX anerkannt, aktuell als eingeschränkt oder nicht erwerbsfähig gelten und in Werkstätten für behinderte Menschen arbeiten. Auch sie können seit kurzem an Teilqualifizierungsmaßnahmen teilnehmen, nach deren Abschluss sie möglicherweise auf dem Ersten Arbeitsmarkt einsetzbar sind. Zu den nach § 19 Abs. 1 SGB III zu Fördernden gehören auch Menschen mit einer sogenannten „Lernbehinderung“.

### Ausbildung zum Fachpraktiker
Diejenigen aus dem letztgenannten Personenkreis, die sich für eine „Lehre light“ mit verminderten Anforderungen in der theoretischen Abschlussprüfung entscheiden, können Ausbildungsgänge zum Fachpraktiker-Abschluss beginnen. Als Nachqualifizierung gilt dies dann, wenn die Betreffenden bei Ausbildungsbeginn mindestens 25 Jahre alt sind.